# دوبرة
دوبرة هي قرية في مقاطعة أرومية، إيران. يقدر عدد سكانها بـ 225 نسمة بحسب إحصاء 2016.